# 德新 (伊尔根觉罗氏)
德新（1684年—1752年），字治亭，号星星、新之，伊尔根觉罗氏，满洲镶黄旗人。康熙辛卯举人，乙未进士。

## 生平
中进士后官翰林院庶吉士、检讨。雍正年间任翰林院侍读、诗讲学士，日讲起居注官，雍正元年癸卯科广西乡试副考官，雍正三年任内阁学士兼礼部侍郎并教习庶吉士、經筵講官，雍正十一年癸丑科武会试正考官。
乾隆年间任內閣侍讀學士并在上書房行走、世宗憲皇帝實錄聖訓官，乾隆八年官盛京工部侍郎。

## 家庭及关联
德新的家族世居佛阿拉，其祖父华善在康熙初年曾任甘肃巡抚，参与平定三藩，于康熙十五年卒于任上，封爵云骑尉。